# Wysiecza
Wysiecza (deutsch Waldheim) ist ein Ort in der polnischen Woiwodschaft Ermland-Masuren und gehört zur Stadt- und Landgemeinde Węgorzewo (Angerburg) im Powiat Węgorzewski (Kreis Angerburg).

## Geographische Lage
Wysiecza liegt im Nordosten der Woiwodschaft Ermland-Masuren, fünf Kilometer in nordöstlicher Richtung von der Kreisstadt Węgorzewo (Angerburg) entfernt.

## Geschichte

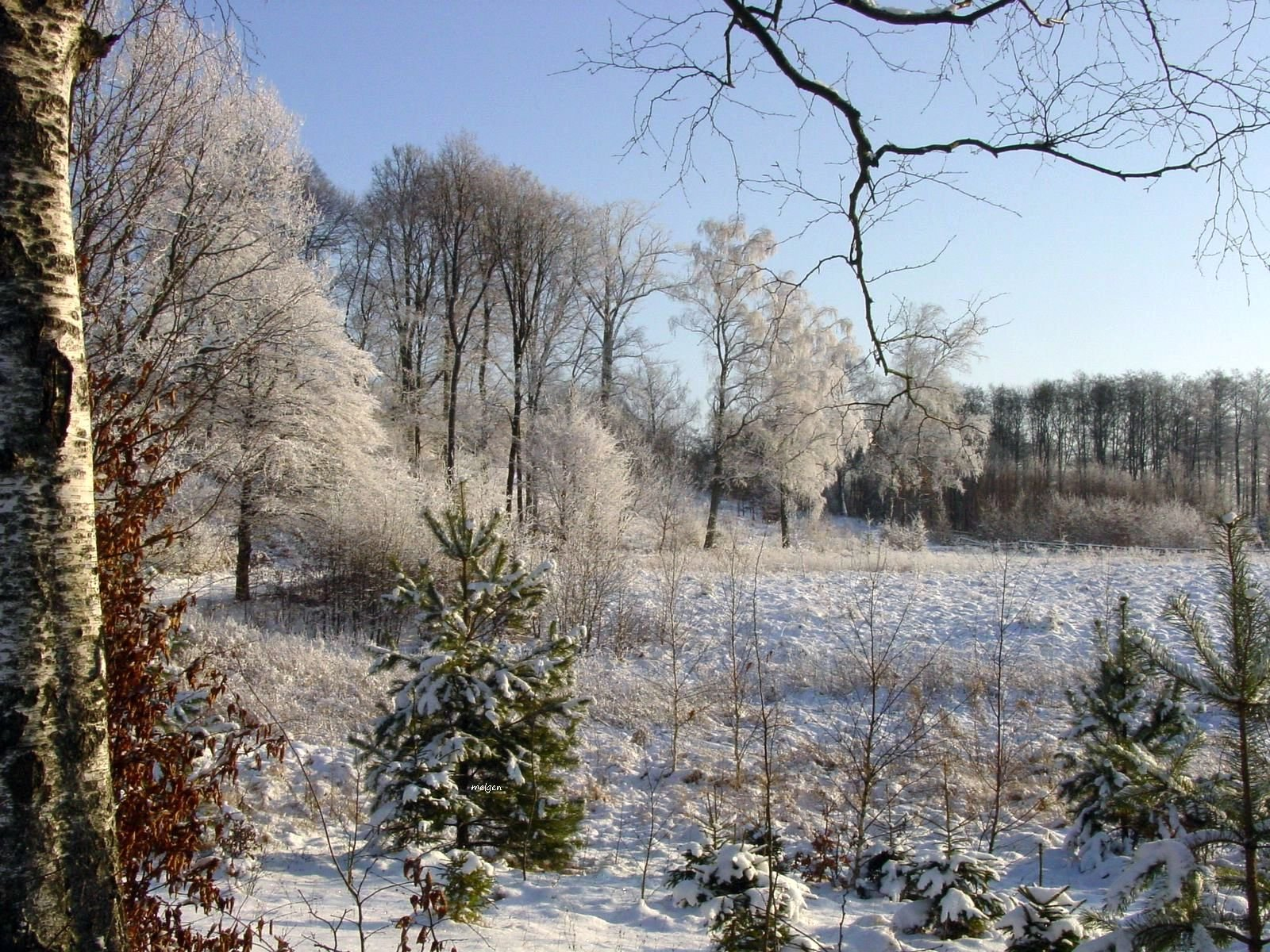
Winterlandschaft bei Wysiecza (Waldheim)

Der bis zum 18. April 1882 Abbau Rohrer genannte Ort war mit seinem Gut bis 1945 ein Wohnplatz in der Stadtgemeinde/Stadt Angerburg im Kreis Angerburg im Regierungsbezirk Gumbinnen der preußischen Provinz Ostpreußen.
Im Jahre 1945 wurde die Stadt Angerburg mit dem südlichen Ostpreußen nach Polen überstellt, wobei Waldheim die polnische Bezeichnung „Wysiecza“ erhielt. Heute ist der Ort Sitz eines Schulzenamtes (polnisch Sołectwo) und eine Ortschaft im Verbund der Stadt- und Landgemeinde Węgorzewo im Powiat Węgorzewski, vor 1998 der Woiwodschaft Suwałki, seither der Woiwodschaft Ermland-Masuren zugehörig.

## Kirche
Waldheim resp. Wysiecza war und ist kirchlich nach Węgorzewo orientiert: bis 1945 zur evangelischen Pfarrkirche Angerburg in der Kirchenprovinz Ostpreußen der Kirche der Altpreußischen Union bzw. zur katholischen Angerburger Kirche Zum Guten Hirten im damaligen Bistum Ermland. Heute ist der Ort in die jetzt katholische Kirche St. Peter und Paul in Węgorzewo im jetzigen Bistum Ełk der Römisch-katholischen Kirche in Polen eingepfarrt und gehört zur evangelischen Kirchengemeinde in Węgorzewo, einer Filialgemeinde der Pfarrei in Giżycko (Lötzen) in der Diözese Masuren der Evangelisch-Augsburgischen Kirche in Polen.

## Verkehr
Wysiecza liegt an einer Nebenstraße, die von der Stadt Węgorzewo über Cherwony Dwór (Rothof) nach Wola (Freyhof) führt. Eine Bahnanbindung besteht nicht mehr, seit die Kreisstadt als nächste Bahnstation vom Schienenverkehr abgekoppelt ist.